# Jacques Dunant
Jacques Dunant (Ginevra, 1858 – Nizza, 1939) è stato un architetto svizzero.
Esponente dell'accademicismo francese, lavorò in Europa e soprattutto in Sudamerica, in Uruguay e Argentina.

## Biografia
Si laureò come architetto all'École nationale supérieure des beaux-arts di Parigi. Nel 1889 lavorò all'allestimento del padiglione argentino per l'Esposizione universale di Parigi, progettato da Albert Ballú.
Emigrò dunque in Argentina, dove progettò diversi edifici, pubblici e privati. Nel 1896 fece parte della giuria che nominò vincitore del concorso per il Palazzo del Congresso della Nazione Argentina il progetto di Vittorio Meano.
Collaborò spesso con Gastón Mallet e Charles Paquin.

## Opere
- Cattedrale di Sant'Isidoro, San Isidro (1898)
- Sede del Centro Navale, Buenos Aires (1914)
- Hotel Carrasco, Montevideo (1921)